# Anatolie al Constantinopolului
Anatolie (n. secolul al IV-lea d.Hr., Alexandria, Imperiul Roman – d. 3 iulie 458 d.Hr., Constantinopol, Imperiul Roman de Răsărit) a fost un cleric creștin-ortodox care a fost mai întâi arhiepiscop (449-451) și apoi patriarh al Constantinopolului (451 – 3 iulie 458) în vremea domniei împăraților bizantini Teodosie al II-lea, Marcian și Leon I. A prezidat Sinodul al IV-lea Ecumenic de la Calcedon (451), având un rol important în combaterea monofizismului. El este considerat sfânt atât de Biserica Ortodoxă, cât și de Biserica Romano-Catolică.

## Biografie
Anatolie s-a născut la Alexandria. El a fost hirotonit diacon de către patriarhul Chiril al Alexandriei și a participat la Sinodul al III-lea Ecumenic de la Efes în anul 431.
A devenit arhiepiscop, ca urmare a influenței patriarhului Dioscor I al Alexandriei (444-451) la împăratul Teodosie al II-lea (408-450), după destituirea lui Flavian de către Sinodul al II-lea de la Efes din anul 449, fiind anterior apocrisiarius sau reprezentant al lui Dioscor la curtea imperială de la Constantinopol. După instalarea sa ca arhiepiscop, fiind suspectat de eutihianism, Anatolie a condamnat public atât învățăturile lui Euthie, cât și pe cele ale lui Nestorie, subscriind la scrisorile lui Chiril împotriva lui Nestorie și la cele ale papei Leon I împotriva lui Eutihie.
Împreună cu papa Leon, potrivit lui Zonaras (Annals iii), el a cerut ca împăratul Marcian (450-457) să convoace un sinod ecumenic împotriva patriarhului Dioscor și a eutihienilor, dar scrisoarea imperială care îl instruia pe Anatolie în pregătirea Sinodului de la Calcedon îl menționează doar pe papa Leon (Philippe Labbe, Conc. Max. Tom. iv.). Anatolie a prezidat acest sinod, împreună cu trimișii papali (Labbe, Conc. Max. iv.; Evagr. H. E. ii. 4, 18; Niceph. H. E. xv. 18). Prin faimosul canon 28, adoptat la încheierea sinodului, Constantinopolul a dobândit un rang egal cu Roma, arhiepiscopul Constantinopolului devenind „al doilea ca autoritate și putere după episcopul Romei”. A fost înlocuită astfel ordinea tradițională de autoritate a scaunelor mult mai vechi ale Antiohiei și Alexandriei. Această schimbare a ordinii a stat la baza unei controverse între Anatolie și pontiful roman. Cu toate acestea, canonul 3 al Primului Sinod de la Constantinopol din 381 a stabilit că „după episcopul Romei, întâietatea cinstei să o aibă episcopul Constantinopolului, pentru că (cetatea) aceasta este Noua Romă”. Poziția estică ar putea fi caracterizată ca fiind de natură politică opusă unei viziuni doctrinare.
Leon s-a plâns împăratului Marcian (Ep. 54) și împărătesei Pulcheria (Ep. 55) că Anatolie și-a depășit jurisdicția prin hirotonirea lui Maximinus al II-lea ca patriarh al Antiohiei și i-a trimis, de asemenea, o scrisoare de protest lui Anatolie (Ep. 53).
În urma Sinodului de la Calcedon, Anatolie a primit o scrisoare semnată de mai mulți episcopi egipteni, cerându-i ajutorul împotriva lui Timotei, care uzurpa tronul de patriarh al Alexandriei (Labbe, Conc. Max. iv. iii. 23, p. 897); ca urmare, Anatolie i-a scris noului împărat Leon (457-474), prezentându-i situația patriarhului uzurpator Timotei (Labbe, iii. 26, p. 905). Circulara împăratului prin care îi cerea sfatul lui Anatolie cu privire la situația tulbure din Patriarhia Alexandriei este menționată de Evagrius Scholasticus (H. E. ii. 9) și de Nicefor Callistus (H. E. xv. 18). Edward Gibbon afirmă că încoronarea lui Leon de către Anatolie este primul exemplu de acest fel menționat în cronicile istorice (Teofan Mărturisitorul, Chronicle, p. 95). Patriarhul a fost vindecat în chip minunat, potrivit unor mărturii, de ascetul Daniel Stâlpnicul, care a venit la Constantinopol să-l vadă. Anatolie este considerat autorul unor imnuri religioase.
A murit în anul 458, fiind ucis, potrivit istoricului catolic Baronius, de adepții patriarhului alexandrin Dioscor.
Anatolie a fost canonizat ca sfânt și este prăznuit de Biserica Ortodoxă în ziua de 3 iulie.